# Orgue de la Parròquia de Sant Mateu de Bunyola
L'orgue de la Parròquia de Sant Mateu de Bunyola és un orgue de finals del segle XIX situat a la paret posterior del cor de la Parròquia de Sant Mateu, al municipi de Bunyola.

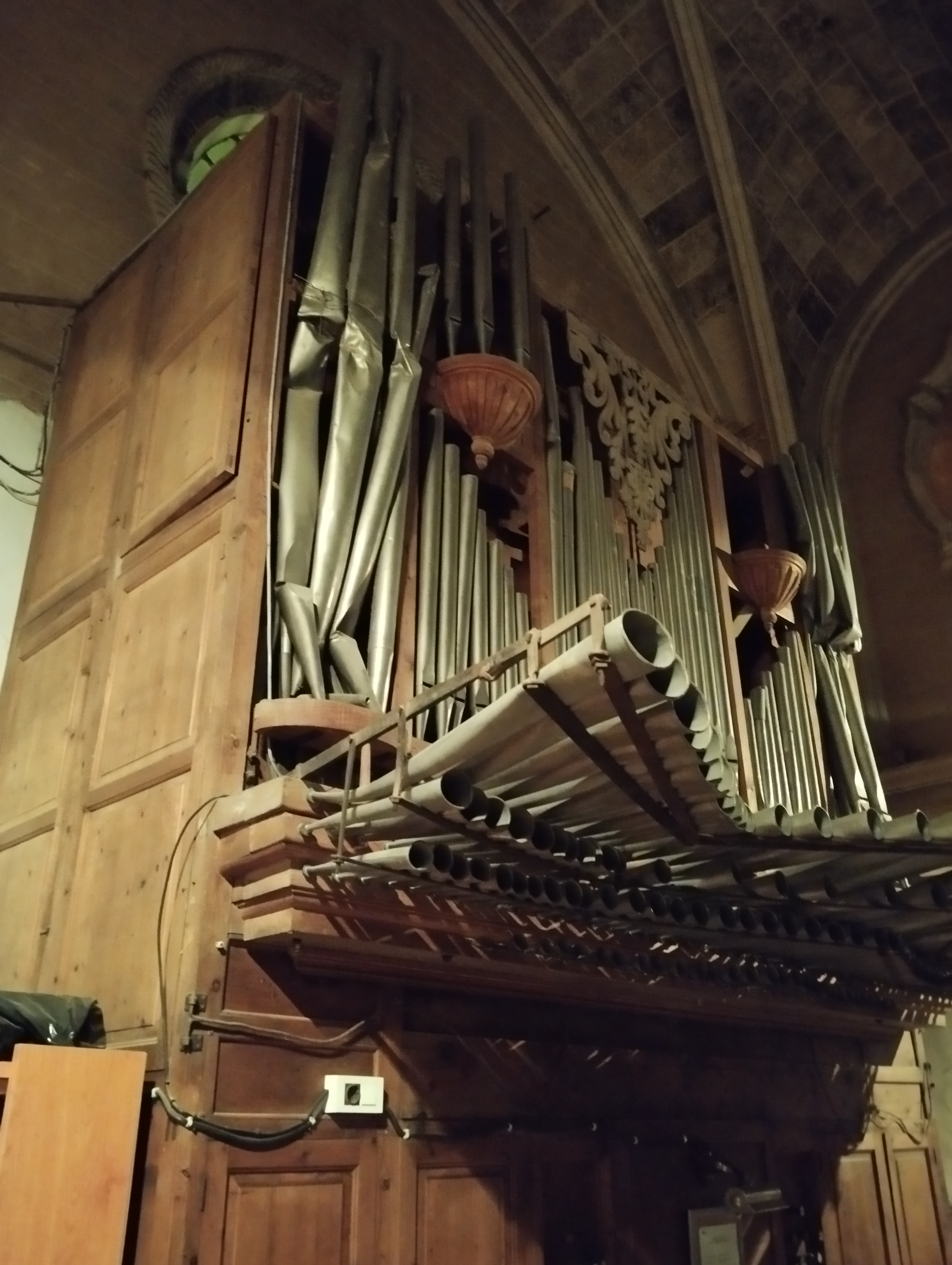
Actual orgue a la Parròquia de Sant Mateu (gener 2024)

## Història

### Segle XVII: el primer orgue conegut
La primera notícia que tenim d'un orgue a Bunyola és de dia 2 de març de 1619, quan els jurats de l'Ajuntament acordaren adquirir uns orgues del convent del Sant Esperit, per un preu de 125 lliures, pagats entre l'Ajuntament i els particulars (un preu bastant considerable per a l'època).
L'orgue, que era de segona mà, devia necessitar adobs, ja que feren venir a un reconegut orguener principatí, Pau Estada, per adobar-lo. Dia 1 de juny de 1638 es manà pagar-li 9 lliures. Tal com era habitual, els jurats de la vila decidiren fer un altre tall per pagar les despeses. Sembla que la feina de Pau Estada a Bunyola és la darrera que s'ha pogut documentar a Mallorca.

### Segle XVIII
L'any 1752 el bisbe Llorenç Despuig visità l'església, a on figurava un orgue inventariat. No obstant això, aquest orgue possiblement fou desmuntat quan s'inicià la construcció del nou temple sobre l'església vella l'any 1756 perquè a la visita del bisbe D. Pere Rubio Benedico i Herrero (17 de maig de 1780) es va fer notar la manca d'un orgue per a solemnitzar les funcions religioses i el desig de la fundació d'un benefici que permetés la presència d'un organista.
Uns pagaments registrats l'any 1793 fan pensar que potser es construí un nou orgue o que es va fer una gran reparació al que hi havia, ja que es pagaren un total de 84 lliures per compondre'l, per fer les manxes per abonar els jornals del fuster i la tasca del pare trinitari Miquel Sitgé (sic), a més del menjar. Se suposa que l'orguener esmentat es tracta del fra Miquel Cifre, que apareix a altres indrets de Mallorca entre 1785 i 1795.

### Mitjans del segle XIX: el vicari, un mal organista
Durant la segona meitat del segle XIX es documenta la poca professionalitat de l'organista Guillem Nadal per part del rector de Bunyola, que molt probablement era Miquel Adrover. Aquest tenia problemes amb el vicari, que era l'encarregat de tocar l'orgue i que demostrava un total desinterès per la seva feina. El rector envià diverses cartes al bisbe entre els anys 1861 i 1863 en les quals demanava l'amonestació del vicari Nadal per tots els despropòsits en el desenvolupament de la seva feina a la parròquia de Bunyola (com arribar tard, negar-se a confessar, irregularitats amb els cobraments, falta de gust i estil per a predicar bé...) El desinterès del vicari afectà també les seves obligacions com a organista i el rector, l'any 1861, pràcticament suplicà al bisbe que l'amonestés o li fes una correcció sobre "el modo de tocar el órgano, pues me parece que le es indiferente tocarlo bien o mal" . Les queixes cessaren l'any 1863, degut possiblement a una major mostra d'interès de part del vicari, però aleshores havia desatès l'ensenyament de la música i el cant als infants. Així, el rector demanava que se l'obligués "a que instruya algunos muchachos para el coro cuya necesidad es extrema y muchachos hay que si los encuentra lo harían gustosamente".

### Finals del segle XIX: estrena de l'orgue actual
El 15 de setembre de l'any 1887, el diari Las Noticias publicava el programa de les festes de Sant Mateu de Bunyola i entre altres actes anunciava que el dissabte de Sant Mateu, dia 20, a l'església completes a cor i harmònium. Curiosament, no esmentava l'orgue del temple, pel fet que probablement es trobava en mal estat, ja que dos anys més tard, ja es documentava la construcció de l'orgue actual. El 9 de març de 1889 els redactors de la publicació Las Instituciones informaven que ja havien sentit sonar el nou orgue construït pel senyor pel senyor Sebastià Cardell de Llucmajor per a l'església de Bunyola i felicitaven el rector Francesc Rul·lan per la iniciativa de construir-lo: «hemos tenido el gusto de oir el magnífico órgano contruído por el señor Cardell de Lluchmayor y que dentro de breve será colocado en la iglesia parroquial de Bunyola. El buen sistema bajo el cual ha sido construído y lo armonioso de sus voces, forman del órgano en cuestión un trabajo verdaderamente notable»; «el 2 de Junio de 1889 se procedió a la bendición y estreno de un nuevo órgano. Verificó la bendición el Arcipreste de Sóller y fueron padrinos la Condesa de Montenegro y Don Juan Burgues Zaforteza. Pulsó el nuevo órgano D. Nicolás Bonnín, organista de S.Jaime». Cal esmentar que Francesc Rul·lan havia arribat a Bunyola el 1887 i just dos anys després ja havia aconseguit un nou orgue per a l'església, que és el que avui en dia conservam.
L'actual orgue fou estrenat el diumenge dia 2 de juny de 1889 i fou beneït per l'arxipreste de Sóller. Com s'ha citat abans, tengué com a padrins dos propietaris de possessions: Joan Burgès Safortesa, senyor d'Alfàbia, i la comtessa de Montenegro, Joana Adelaida Rocabertí Dameto, senyora de Raixa.
El nou orgue fou estrenat amb la interpretació del Te Deum de Miquel Tortell i Simó, a càrrec de mossèn Nicolau Bonnín i Pinya, organista de Sant Jaume de Ciutat. Després del Te Deum es va celebrar la missa major, a on un grup d'aficionats cantà la Missa del pare Aulí i predicà el canonge lectoral Macià Company. La factura de l'orgue va ser pagada pels fidels del poble i pels propietaris de possessions del terme i a la col·lecta de la missa es recolliren devers 480 pessetes.

### L'orgue durant es segle XX
L'actual orgue de Bunyola (estrenat el 1889) es va fer sonar per molts músics bunyolins a les cerimònies religioses durant el segle XX.

#### L'orgue com a amagatall a la postguerra i el seu desplaçament
Durant la postguerra, l'orgue serví d'amagatall de productes que no es declaraven. Conten que en temps de l'estraperlo, dins l'orgue s'hi amagaven barrals d'oli, que hi eren entrats per la porteta lateral. A finals de la dècada de 1950, en temps del rector Joan Cirer, l'orgue, que es trobava vora el brendolat del Cor, fou desplaçat, sense desmuntar-ne els tubs, a la paret posterior del Cor, just davall la rosassa. Nicolau Colom Martí explicava, a la revista Es Castellet , les peculiaritats del procés de trasllat de l'orgue, al càrrec del mestre d'obres bunyolí Joan Riera: «Les persones sortades que coneguérem i tractàrem don Joan Cirer recordam que era un home de seny i que no improvisava allò que feia. Sabia que moure l'orgue era una operació complicada que requeria molta cura. Després d'haver-se assessorat i tenir clar que l'empresa era d'envergadura (just l'econòmica, no essent la principal, passava les 50.000 pessetes) ho va voler consultar amb en Joan per saber la seva opinió i, que una vegada haver-s'ho estudiat, ho exposàs i valoràs, cosa que en Joan va fer possant-hi els cinc sentits, demanant per la feina 10.000 pessetes, amb una sola condició: que no volia cap assessorament dels "entesos" acostats a la parròquia. Obtinguda la confiança del rector, en Joan, amb el convenciment que allò eren "faves contades" va penjar un ternal, va arrabassar uns "soquets", va demanar una mica d'ajuda humana a ca s'Espardenyer i, a la primera ordre de: "au, per amunt!", tot l'embalum (que era d'avet i pesava poc) va cedir, s'alçà i, davall, s'hi va col·locar un "llit" de taulons ben empastifats de sabó fluix i, empenyent tira a tira i amb suavitat, el moble va patinar i es va desplaçar fins al nou lloc assignat, sense cap contratemps. Mestre "Paco", el ferrer, va fer uns tirants per clavar a la paret i subjectar l'orgue. Així quedà enllestida l'operació.» Com a dada curiosa, en Nicolau també comenta: «en Joan sap del seu pare (assessorat per l'escolà vell) que abans de l'orgue actual n'hi havia un altre col·locat a mà esquerra quan s'entra al cor. Encara queda el vestigi d'una mena de gafa.»

#### El mal estat de l'orgue

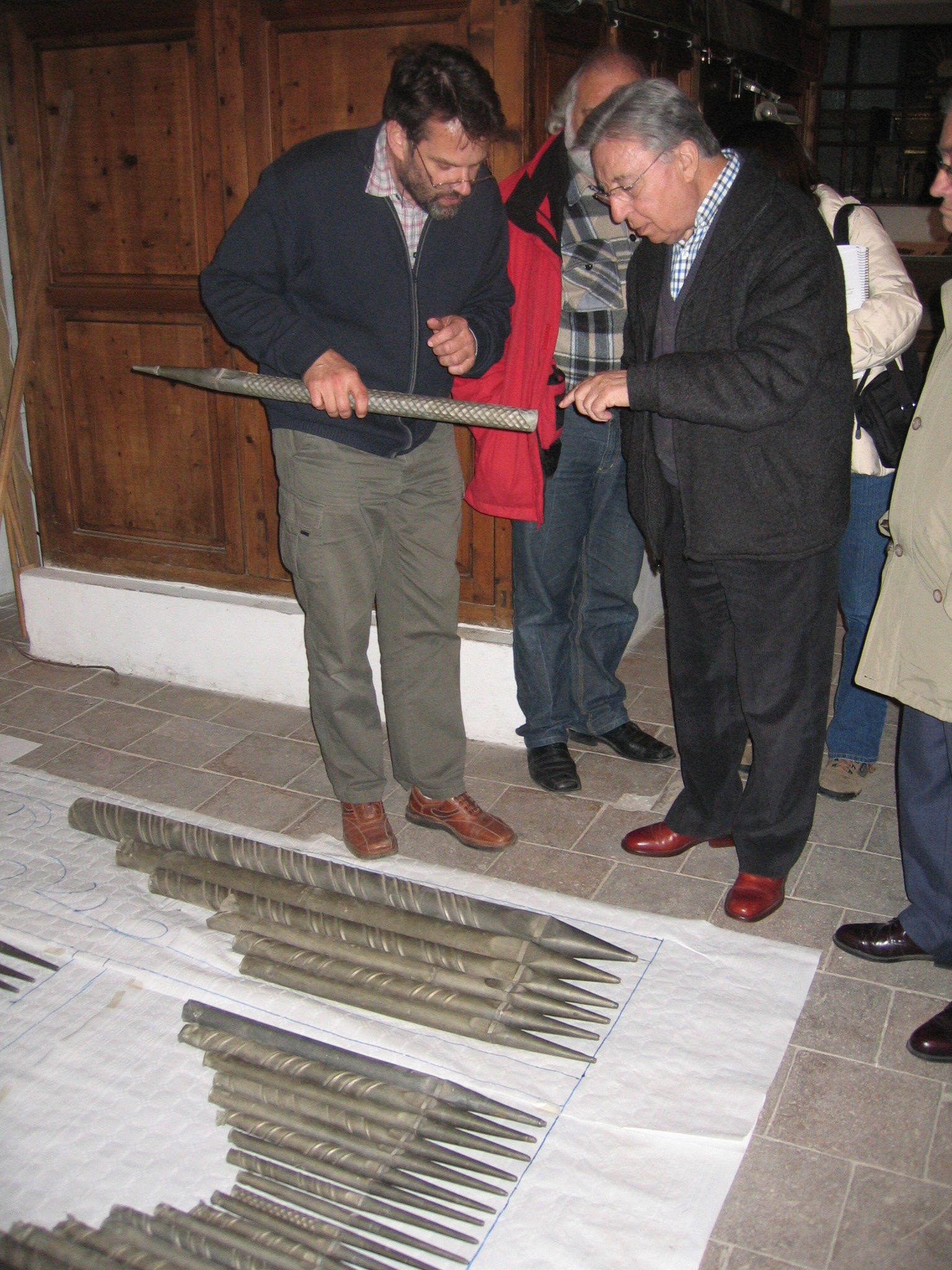
Wilfred Praet mostrant els tubs de l'orgue durant el procés d'examinació (2008)

Cap a finals del segle XX el mal estat de l'orgue ja era evident. Al programa de festes de Sant Mateu de 1990 Bartomeu Quetgles Pons, aleshores regidor d'Educació i Cultura de l'Ajuntament de Bunyola, anunciava, en un article titulat Cap a la restauració de l'orgue, que la Comissió de Govern de l'Ajuntament havia acordat que els beneficis de la venda del llibre El Rector Simó Masroig i l'església parroquial de Bunyola, de Josep Nicolau i Bauzà, editat pel mateix Ajuntament, serien destinats a començar un fons per a la restauració de l'orgue. En el mateix article explicava que l'orgue mai no havia deixat de ser utilitzat per al servei litúrgic. La desitjada restauració no fructificà, i amb els anys el mal estat i les deficiències de l'orgue s'agreujaren.
Des de la fundació de la Coral Polifònica de Bunyola l'any 1967, el seu director Jaume Conti Borràs, solia tocar l'orgue per acompanyar els cantaires en algunes peces durant les celebracions religioses. L'orgue, però, restà inactiu entre el 1992 i el 2005 a causa d'un conflicte entre la Coral Polifònica i el Consell Parroquial. Des de l'any 2005 i malgrat les deficiències dels tubs i els registres, l'orgue tornà a mans de Jaume Conti en diverses celebracions fins a l'estiu de l'any 2007.

#### Descobriment d'obres barroques a l'orgue de Bunyola i possibilitat de restauració

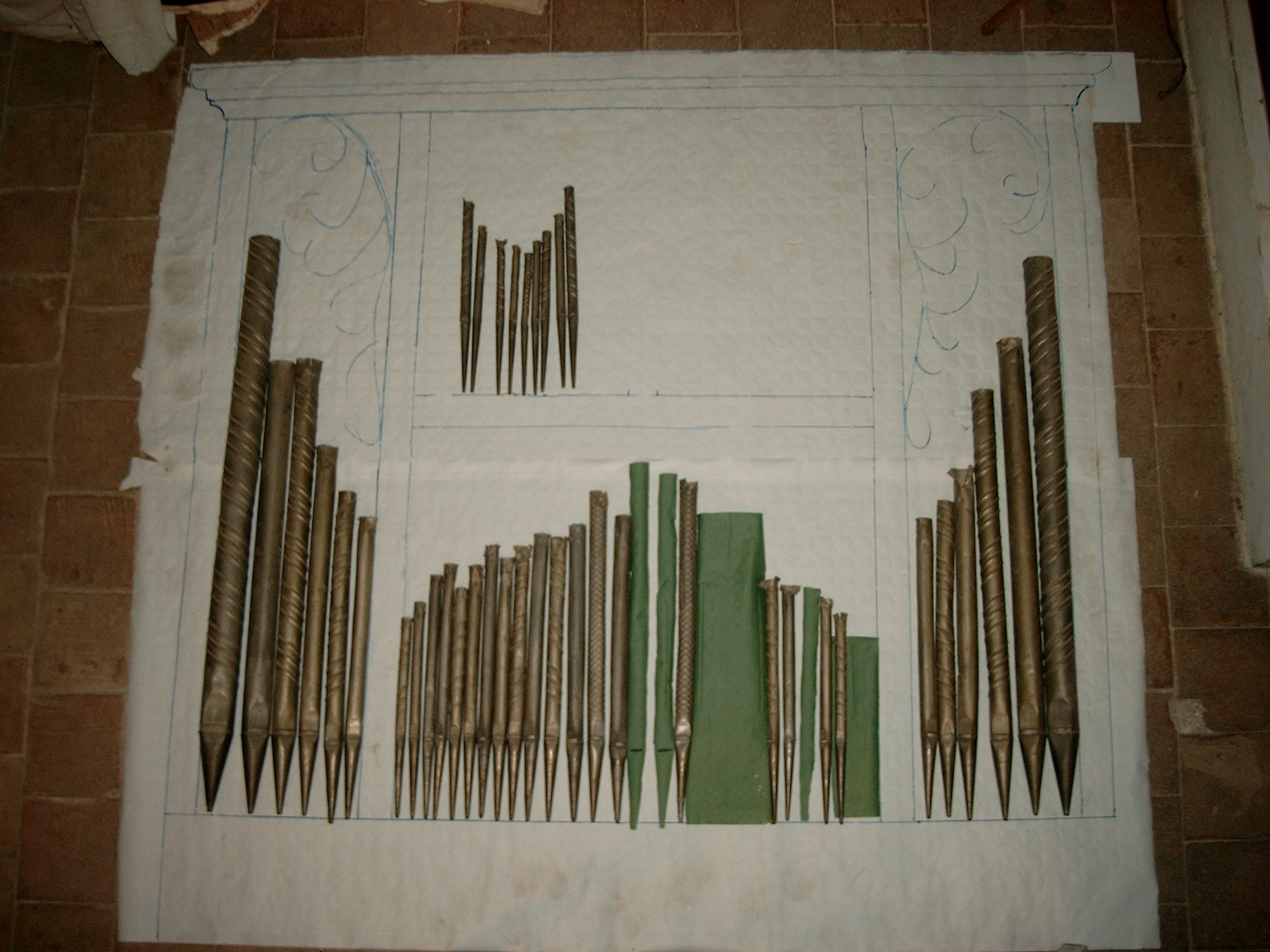
Fotografia dels tubs de l'orgue barroc durant la seva restauració a mans de Praet (2008)

A principis del 2008 l'orguener i restaurador belga Wilfred Praet examinà l'orgue de Bunyola i presentà un informe sobre l'estat de l'instrument que serviria per a documentar i assessorar una possible restauració de l'orgue i podrà ser utilitzat per qualsevol restaurador que es pugui contractar.
Praet descobrí, en el conjunt de l'orgue del segle xix, part d'un antic orgue barroc que el constructor Cardell usà per a construir l'actual orgue romàntic del Cor, inaugurat el 1889. Entre les peces del segle XVII que localitzà destaquen 175 tubs de gran valor històric i diverses talles i mènsules ornamentals de fusta. Tots aquests elements barrocs podrien haver format part de l'orgue de segona mà que s'havia adquirit l'any 1619, procedent del convent del Sant Esperit de Palma.

### Organistes Bunyolins documentats

#### Segle XVII
- NADAL i MORRO, Bernat. Bunyola, 1687 - segona meitat del segle XVIII. Prevere i vicari

#### Segle XVIII
- MUNTANER, Joan. Documentat el 1728.
- CABOT, Antoni. Documentat el 1789. Prevere.

#### Segle XIX
- NADAL, Guillem. Documentat entre 1861 i 1863. Vicari.
- NEGRE i NADAL, Miquel. Bunyola, 1884 - Palma, 1932. Músic i compositor.
- ESTARELLAS PASCUAL, Antoni. Bunyola, 1888 - 1944.
- NEGRE i NADAL, Bernat. Bunyola, 1893 - Lloseta, 1956. També fou organista de Lloseta.

#### Segle XX
- MESTRE i CREUS, Bernat. Bunyola, 1903 - 1989.
- TOUS i COLL, Pau. Bunyola, 1909 - Roma, 1931. Prevere.
- ROSSELLÓ BARCELÓ, Miquel. Vicari de Bunyola entre 1928 i 1950.
- RIERA ESTARELLES, Antoni. Bunyola, 1911 - Palma, 1996. Havia estat prevere, músic i compositor. Va escriure diverses peces per a veus i per a cor acompanyades d'orgue.
- ESTARELLES NADAL, Guillem. Bunyola, 1921. Tocà l'orgue de jovenet, durant els anys 1937 i 1938.
- COLOM VICENÇ, Francesc. Bunyola, 1923 - Palma, 1999. Prevere
- MATEU BRUNET, Joan. Bunyola, 1925 - Palma, 2005. Havia estat prevere. Fou músic, compositor i fundador i director de diverses corals.
- PAYERAS BUJOSA, Guillem. Bunyola, 1925. Prevere.
- ESTARELLAS MARCÚS, Conxita. Bunyola, 1934. Va tocar l'orgue entre els anys 1961 i 1967.
- CONTI BORRÀS, Jaume. Bunyola, 1936. Director de la Coral Polifònica de Bunyola.
- MESTRE i BALLE, Bernat. Bunyola, 1936. Prevere.
- ESTEVE BLANES, Antoni. Va tocar l'orgue alguns anys durant la postguerra.
- ESTARELLES NADAL, Antoni. Bunyola, 1937. Tocà l'orgue de jovenet, entre 1944 i 1952.
- OLIVER MARQUÈS, Antoni. Bunyola, 1948 - 1987.

## Situació i estat actual[1][4]

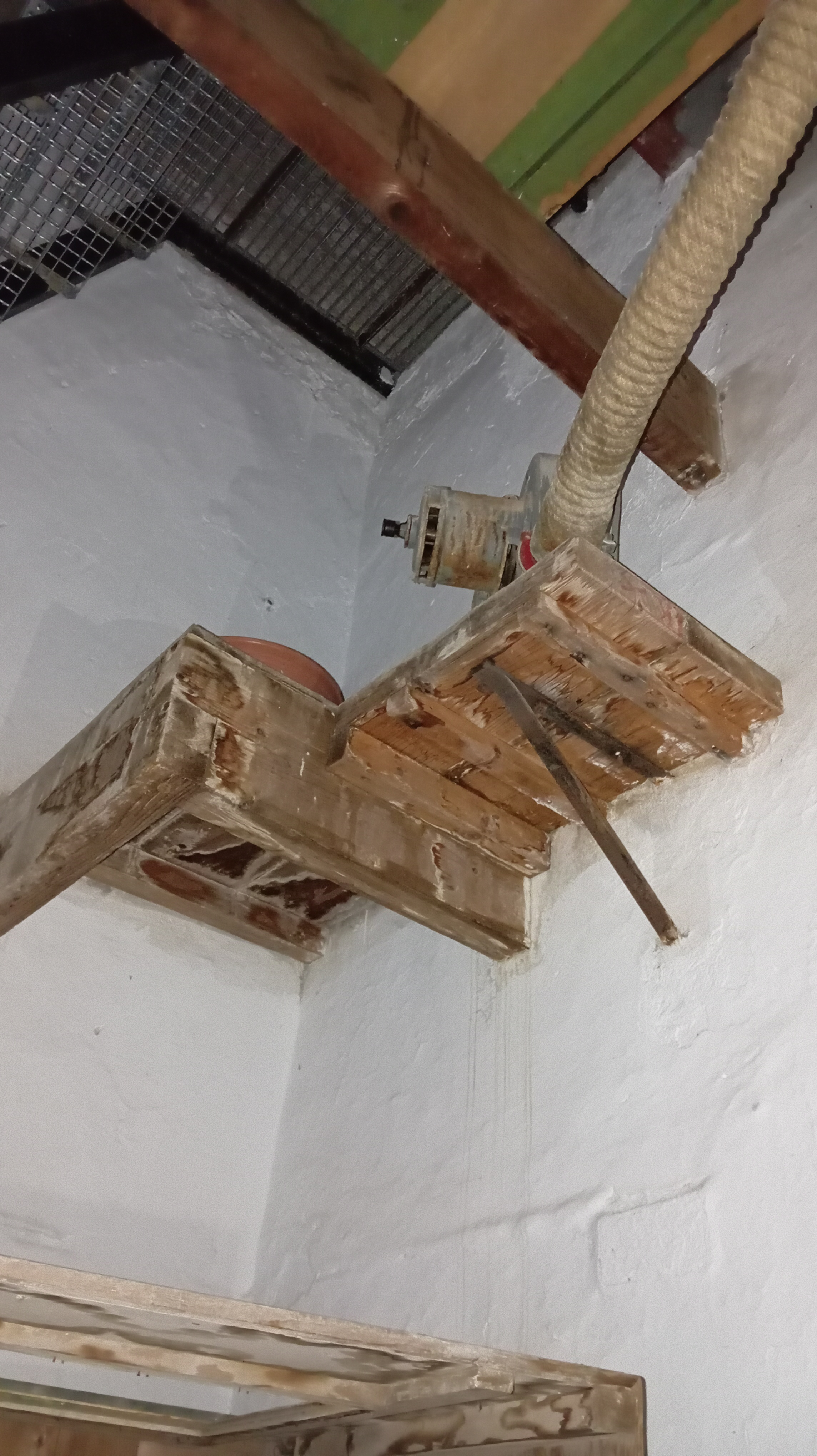
Fotografia del motor ventilador de l'orgue (gener 2024)

Actualment, l'orgue, està col·locat al centre de la paret posterior del cor, encara que fa uns anys estava vora la barana. Malgrat disposar de motor ventilador i utilitzar-se alguns jocs per acompanyar, l'estat de conservació de l'orgue actual és molt precari degut a la manca de manteniment, les intervencions dels afinadors, el trasllat d'un lloc a l'altre del Cor, la brutor i l'estat dels tubs, molts dels quals es troben abonyegats, serrats o tombats. Segons l'informe presentat, el reciclatge dels tubs del segle XVII no es va fer de la millor manera i aquest fet impossibilita que l'orgue funcioni bé. També hi ha problemes d'accessibilitat al salmer o secret, amb perill d'aixafar els tubs. Les manxes, malgrat la seva qualitat, tenen un motor-ventilador massa petit i l'orgue no funciona bé per manca de pressió.
L'orguener Belga Wilfred Praet afirmà que el fet que en lloc d'un orgue siguin dos diferents, combinats de manera molt poc adequada, dificulta el seu bon funcionament i apuntà algunes possibilitats de restauració, com la de millorar el romàntic i reconstruir el barroc per a ubicar-lo a un altre emplaçament, fora del Cor.

## Descripció de la consola[1]
Disposa de 2 teclats de 54 notes (C-f''') amb participació h/c'. El pedal de 12 botons amb acoblament permanent a l'orgue major i 2 jocs propis de Contres de 16' i bombarda 8'.

## Disposició

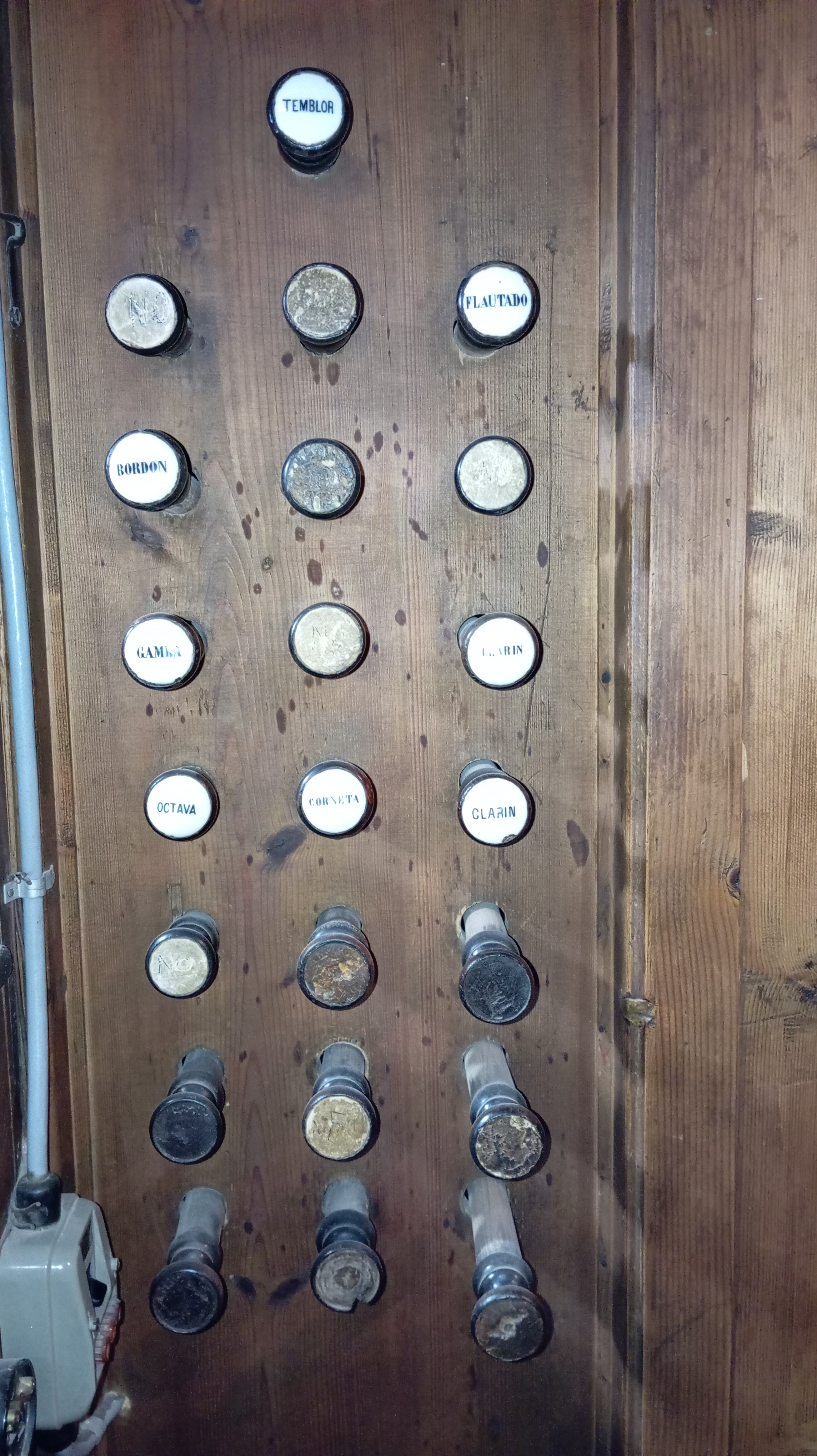
Consola esquerra de l'orgue (gener 2024)

## Disposició[1]
| Orgue major | Orgue major                                                                                                   |
| --- | --- |
| mà esquerra: | mà dreta: |
| - Flautat - Buit - Octava - Octava - Buit - Clarí - Clarí - Trompeta Batalla - Corneta - Bordó - Octavilla - Buit | - Flautat - Buit - Octava - Octava - Buit - Clarí - Clarí - Trompeta Magna - Corneta - Bordó - Flautat - Buit |

| Ecos                                                                 | Ecos                                                                 |
| -------------------------------------------------------------------- | -------------------------------------------------------------------- |
| mà esquerra:                                                         | mà dreta:                                                            |
| - Buit - Bordó - Gamba - Octavín - Buit - Veu Humana - Trompeta Real | - Buit - Bordó - Gamba - Octavín - Buit - Veu Humana - Trompeta Real |

| Pedal                               | Pedal                               |
| ----------------------------------- | ----------------------------------- |
| mà esquerra:                        | mà dreta:                           |
| - Contres (costat #) - Bombarda id. | - Contres (costat C) - Bombarda id. |

- Disposa també d'un tirador per a l'acoblament dels manuals i un altre per al trèmolo.
- El segon teclat és expressiu. La persiana funciona amb una genollera que hi manca

## Salmers[1]

### Orgue Major
Segueix l'ordre cromàtic.
Ordre dels jocs començant per la cara on hi ha l'arca de vent.
Els tres jocs de Batalla van col·locats a la testa:
- Clarí 4' (en realitat un Baixó)
- Clarí 4' id.
- Trompeta Batalla 8'

- Clarí 8'
- Clarí 8'
- Trompeta Magna 16'

- El primer joc sobre el secret és el Flautat 8' que té els 30 primers tubs (C-f') a la cara i la resta sobre el salmer.
- El segon joc és l'Octava 4' que té els 29 primers tubs (C-e') a la cara, la resta són de Tapadet.
- El tercer joc és una altra Octava 4' que té els 10 primers tubs (C-A) a la cara. De B - eº son de metall i de fº - hº són de fusta. Des de c' és a 2 rengles.
- Segueix una tapa buida d'un rengle a mà esquerra i dos a mà dreta. Llavors ve la Corneta que està composta per 2 2/3' + 2' a la primera octava. A la segona octava s'hi afegeix un 4'. La mà dreta consta de: 4' + 2 2/3' + 2' + 1 3/5'.
- Continua amb el Bordó 8' de fusta.
- L'últim joc és l'Octavilla 4'. C, Cs i D manquen. Ds és de fusta obert. E, F, i Fs són de metall. G és de fusta i Gs de metall. La mà dreta és un Flautat de 8' interior.
- Segueixen 2 tapes buides amb 2 rengles a mà esquerra i 3 a mà dreta cada una que suposam estan destinades als Plens.

### Orgue d'Ecos
Segueix l'ordre cromàtic i va col·locat darrera el secret de l'Orgue Major dins una caixa expressiva.
Ordre de jocs a partir de darrera on hi ha l'arca de vent:
- Trompeta Real 8'
- Veu Humana 8'
- Buit
- Quinzena 2'
- Octava 4'
- Bordó 8'

### Pedal
Està dividit en dos secrets de 6 notes cada un: el costat C col·locat a la dreta i el costa CS col·locat a l'esquerra amb els dos jocs següents:
- Contres 16'
- Bombarda 8'

## Dades tècniques[1]
És interessant observar l'acoblament dels dos manuals d'aquest orgue que funciona per un tirador que fa girar una barra proveïda de jacks que s'intercalen entre els dos teclats.